# 香港フィルハーモニー管弦楽団
香港フィルハーモニー管弦楽団（ホンコンフィルハーモニーかんげんがくだん、繁体字広東語: 香港管弦樂團、英語: Hong Kong Philharmonic Orchestra）は、香港を拠点に活動するオーケストラである。略称は港樂（港楽）、HK Phil（香港フィル）、HKPO。

## 概要
香港フィルハーモニー管弦楽団の前身は、1947年に設立された中英管弦楽団（中英管弦樂團、Sino-British Orchestra）である。同年10月31日に香港大学陸佑堂にて、このオーケストラの最初の演奏会が行われた。1957年に香港管弦楽団（香港管弦樂團、Hong Kong Philharmonic Orchestra）に改名し、1974年に香港政庁主導によりプロ・オーケストラとなった。
1984年にケネス・シャーマーホーンを音楽監督に招聘し、楽団を次のレヴェルに引き上げる土台を築いた。1987年に香港で設立されたNAXOSに当初から関わり、シャーマーホーンとの録音により、世界中に香港フィルのサウンドを伝えた。
1989年に音楽監督に就任したデイヴィッド・アサートン以降、オーケストラはさらに成長を遂げることとなる。2000年に音楽監督に就任したサミュエル・ウォンによる大幅な楽員整理によって、楽員と指揮者間では大きな軋轢を生じることとなったが、楽員の若返りなどにより、結果的にはオーケストラのレベル向上となった。
2004/2005年シーズンより、オーケストラ・ビルダーと名高いエド・デ・ワールトが音楽監督及び首席指揮者に就任した。デ・ワールトの指揮で公演されたコンサートオペラ形式での『サロメ』、『ばらの騎士』、『エレクトラ』（以上リヒャルト・シュトラウス）、『蝶々夫人』（プッチーニ）、『ワルキューレ』第1幕（ワーグナー）、ベートーヴェンの『フィデリオ』（ベートーヴェン）は、いずれも大きな反響を呼んだ。また、マーラーの作品を音楽監督就任以来積極的に取り上げ、第8番（千人の交響曲）以外のマーラーの交響曲は全て演奏をしている。

定期公演をはじめ、オペラやバレエとの共演、ポップスターとのクロスオーバー・コンサートなど、年間150回以上の演奏回数をこなし、年間20万人以上の聴衆を動員している。主なコンサート会場は、ベニューパートナーの香港文化中心である。
2012/2013年シーズンより、ヤープ・ヴァン・ズヴェーデンが音楽監督に就任した。NAXOSが社運をかけて挑んだ「ニーベルングの指環」全曲録音にヴァン・ズヴェーデンと香港フィルが起用され、グラモフォン誌の「オーケストラ・オブ・ザ・イヤー」を獲得した。2018/2019シーズンにニューヨーク・フィルハーモニック音楽監督に就任したヴァン・ズヴェーデンだが、2023/2024シーズンまで香港フィル音楽監督を務めた。
2026/2027シーズンからはタルモ・ペルトコスキが音楽監督を務めることが発表された。

## 歴代指揮者
音楽監督
| - 1974年 - 1975年： | リン・ケヂアン（林克昌）            |
| - 1977年 - 1978年： | ハンス・ギュンター・モマー          |
| - 1979年 - 1981年： | トン・リン（董麟）                  |
| - 1984年 - 1989年： | ケネス・シャーマーホーン            |
| - 1989年 - 2000年： | デイヴィッド・アサートン            |
| - 2000年 - 2003年： | サミュエル・ウォン（黃大德）        |
| - 2004年 - 2012年： | エド・デ・ワールト                  |
| - 2012年 - 2024年： | ヤープ・ヴァン・ズヴェーデン        |
| - 2026年 -：        | タルモ・ペルトコスキ (次期音楽監督) |

桂冠指揮者
| - 2000年 - 2009年： | デイヴィッド・アサートン |

首席客演指揮者
| - 1982年 - 1985年： | マクシム・ショスタコーヴィチ |
| - 1984年 - 1993年： | ケネス・ジーン（甄健豪）     |
| - 2015年 -：        | ロン・ユー（余隆）           |